# Banca Japoniei
Banca Japoniei (日本銀行 Nippon Ginkō?) este banca centrală a Japoniei.
BOJ este deținută în proporție de 55% de guvernul japonez și în proporție de 45% de capital privat. Acțiunile sale sunt tranzacționate pe piața bursieră japoneză. Acțiunile private sunt acțiuni fără drept de vot.

## Istoric
Banca Japoniei a fost fondată în epoca Meiji, pe 27 iunie 1882, de către ministrul Trezoreriei, Matsukata Masayoshi. De atunci, banca a fost responsabilă de emiterea de bani de hârtie în numele guvernului. Această instituție a înlocuit monedele locale (hansatsu) stabilite de lorzii feudali.
Încă din 1883, băncii i s-a interzis să finanțeze direct guvernul japonez (pe piața primară, prin politici de finanțare monetară). Interdicția a fost ridicată în 1932, ceea ce a dus la creșterea inflației și la o scădere a valorii yenului față de dolar.
După război, în timpul ocupației Japoniei, banca și-a suspendat pentru scurt timp operațiunile și a început să emită monedă militară. În 1949, banca a fost restructurată din nou.

În anii 1970, mediul de operare al băncii a evoluat, trecând de la un curs de schimb fix și o economie destul de închisă la o economie deschisă mare, cu un curs de schimb variabil.

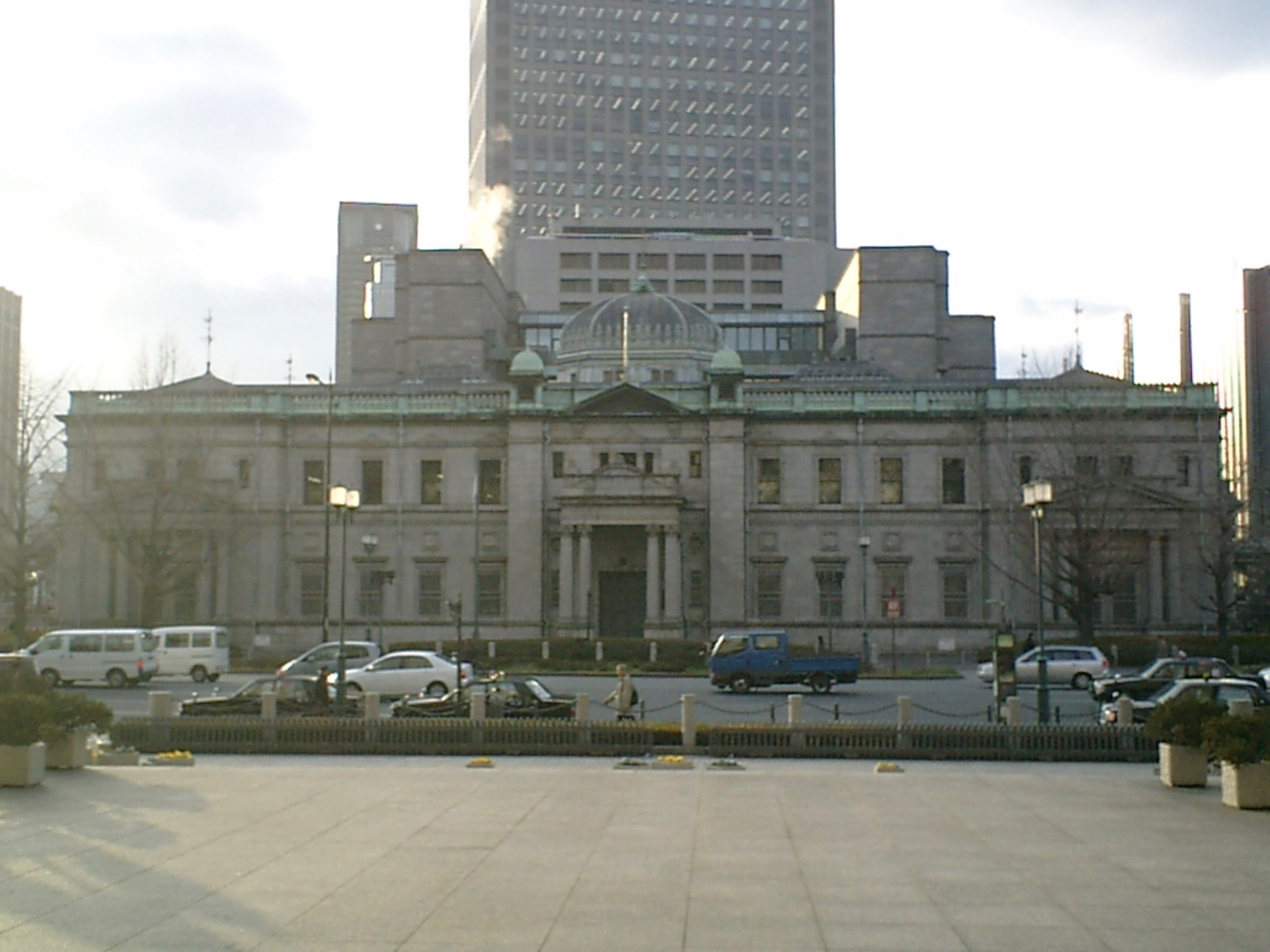
Filiala Osaka a Băncii Japoniei

### Lista guvernatorilor
| Nr. | Nume | Nume                 | Perioada de activitate                   |
| --- | ---- | -------------------- | ---------------------------------------- |
| 1   |      | Yoshihara Shigetoshi | (6 octombrie 1882 -- 19 decembrie 1887)  |
| 2   |      | Tomita Tetsunosuke   | (21 februarie 1888 -- 3 septembrie 1889) |
| 3   |      | Kawada Koichiro      | (3 septembrie 1889 – 7 noiembrie 1896)   |
| 4   |      | Iwasaki Yanosuke     | (11 noiembrie 1896 -- 20 octombrie 1898) |
| 5   |      | Tatsuo Yamamoto      | (20 octombrie 1898 – 19 octombrie 1903)  |
| 6   |      | Shigeyoshi Matsuo    | (20 octombrie 1903 – 1 iunie 1911)       |
| 7   |      | Korekiyo Takahashi   | (1 iunie 1911 -- 20 februarie 1913)      |
| 8   |      | Yatarō Mishima       | (28 februarie 1913 -- 7 martie 1919).    |
| 9   |      | Junnosuke Inoue      | (13 martie 1919 -- 2 septembrie 1923)    |
| 10  |      | Otohiko Ichiki       | (5 septembrie 1923 – 10 mai 1927)        |
| 11  |      | Junnosuke Inoue      | (10 mai 1927 -- 1 iunie 1928)            |
| 12  |      | Hisaakira Hijikata   | (12 iunie 1928 -- 4 iunie 1935)          |
| 13  |      | Eigo Fukai           | (4 iunie 1935 –- 9 februarie 1937)       |
| 14  |      | Shigeaki Ikeda       | (9 februarie 1937 -- 27 iulie 1937)      |
| 15  |      | Toyotaro Yuki        | (27 iulie 1937 -- 18 martie 1944)        |
| 16  |      | Keizo Shibusawa      | (18 martie 1944 -- 9 octombrie 1945)     |
| 17  |      | Eikichi Araki        | (9 octombrie 1945 -- 1 iunie 1946)       |
| 18  |      | Hisato Ichimada      | (1 iunie 1946 -- 10 decembrie 1954)      |
| 19  |      | Eikichi Araki        | (11 decembrie 1954 -- 30 noiembrie 1956) |
| 20  |      | Masamichi Yamagiwa   | (30 noiembrie 1956 -- 17 decembrie 1964) |
| 21  |      | Makoto Usami         | (17 decembrie 1964 -- 16 decembrie 1969) |
| 22  |      | Tadashi Sasaki       | (17 decembrie 1969 -- 16 decembrie 1974) |
| 23  |      | Teiichiro Morinaga   | (17 decembrie 1974 -- 16 decembrie 1979) |
| 24  |      | Haruo Maekawa        | (17 decembrie 1979 -- 16 decembrie 1984) |
| 25  |      | Satoshi Sumita       | (17 decembrie 1984 -- 16 decembrie 1989) |
| 26  |      | Yasushi Mieno        | (17 decembrie 1989 -- 16 decembrie 1994) |
| 27  |      | Yasuo Matsushita     | (17 decembrie 1994 -- 20 martie 1998)    |
| 28  |      | Masaru Hayami        | (20 martie 1998 -- 19 martie 2003)       |
| 29  |      | Toshihiko Fukui      | (20 martie 2003 -- 19 martie 2008)       |
| 30  |      | Masaaki Shirakawa    | (20 martie 2008 -- 19 martie 2013)       |
| 31  |      | Haruhiko Kuroda      | (20 martie 2013 -- prezent)              |